# Minera (cante flamenco)
La minera es un palo del cante flamenco. Este palo es propio de la Sierra minera de Cartagena-La Unión.
Los cantes minero-levantinos se desarrollaron en el siglo XIX en la Sierra minera de Cartagena-La Unión como resultado de las grandes migraciones de andaluces, especialmente almerienses, a esta región.
Su aparición a mediados del siglo XIX como derivación de los Fandangos locales de la Sierra de la Unión (Murcia). Su creador fue el Rojo el Alpargatero. Su hijo la conservó y añadió nuevas variantes. Tras unos años de desaparición resurgió en los años 50. Su estrofa tiene 4 o 5 versos octosílabos. Sus temas tratan de la mina y sus hombres. Es un Cante sobrio de difícil interpretación. Hay varios tipos de mineras.
Debió aparecer a mediados del siglo XIX, derivado de fandangos locales, pertenece al grupo de los cantes de Levante y dentro de él, como su nombre indica, a los llamados de las minas, constituyendo una modalidad muy definida y marcada actualmente de la taranta. Es un estilo genuino de la sierra de La Unión y ha sido descrito así por Esteban Bernal: «La minera más clásica tiene una elevación en el tercio central que le imprime un gran valor y, al mismo tiempo, rompe la monotonía que pudiera haber en los demás tercios. Respecto al último de estos, al terminar de vocalizar las palabras finales de las estrofas, suele hacerse por la mayoría de los cantaores una pausa para aspirar, siendo lo verdaderamente bonito, difícil y meritorio hacerlo seguido de un tirón, lográndose de este modo mineras de auténtica antología».
José Blas Vega opina al respecto lo siguiente: «Parece ser que su creador fue el Rojo El Alpargatero. Su hijo la conservó y añadió nuevas variantes. Después de casi desaparecido este estilo, se le dio nuevamente a conocer, en los años cincuenta, y de esta revalorización ha salido el modelo por el que se siguieron interpretando y ajustando a las bases específicas del concurso comprendido en el anual Festival Internacional del Cante de las Minas, que se celebra en La Unión, quedando como un cante tipo y diferenciado de la taranta». Andrés Salóm, estudioso de los estilos levantinos, considera a la minera un cante mediatizado por el Festival Nacional del Cante de las Minas y define así sus características: «Se trata de dificultosa interpretación que debería perder parte de la rigidez de que se halla afectado. Es, por otra parte, el estilo al que mejor le viene el calificativo de minero. Y no sólo por su nombre, sino también porque la mina y sus hombres y vicisitudes están siempre presentes en la temática de sus letras populares, y no menos en las que, con pretensiones de que sean cantadas por mineros, componen los poetas actuales».
Pese a su actual vigencia en la zona de su nacimiento, los cantaores profesionales de hoy, no suelen incluir en sus repertorios cara al público a la minera, aunque algunos si lo hacen en su discografía. Es por lo tanto un cante muy supeditado a los límites de su lugar nativo. 